# Lesión de Janeway
Una lesión de Janeway es una mácula o nódulo eritematoso o hemorrágico de pequeñas dimensiones (milímetros), considerados patognomónicos de la endocarditis bacteriana. Estas lesiones se localizan en las plantas de los pies o palmas de las manos y son similares a los nodos de Osler.
Histopatológicamente la lesión se describe como microabscesos en la región de la dermis con marcada necrosis e infiltración inflamatoria que involucra a la epidermis, debido al depósito de inmunocomplejos en los vasos sanguíneos pequeños.

## Epónimo
El epónimo es en honor a Theodore Caldwell Janeway (1872-1917), profesor de medicina interesado en la cardiología y en las enfermedades infecciosas.